# Řád republiky (Libye)
Řád republiky (arabsky: وسام الجمهوريه) je státní vyznamenání Libye, které bylo založeno roku 1969.

## Historie a pravidla udílení
Řád byl založen Arabskou socialistickou republikou Libye roku 1969 a nahradil tak zrušený monarchistický Řád Idrise I. Udílen je cizím hlavám států.

## Insignie
Řádový odznak má tvar červeně smaltované osmicípé hvězdy. Mezi cípy jsou bíle smaltované hroty. Uprostřed je kulatý medailon. Pozadí medailonu tvoří tři pruhy zleva pokryté červeným, bílým a černým smaltem. V červeném pruhu jsou dva zlaté zkřížené meče. Uprostřed je zlatá hlava orla.
Stuha je tvořena červeným a černým pruhem s bílým trojúhelníkem uprostřed.
Řád se nosí nalevo na hrudi.